# I väntan på Jan Myrdals död
I väntan på Jan Myrdals död är en svensk film från 2021. Regissörer var Bo Sjökvist och Bengt Löfgren. Filmen skildrar dokumentärt förhållandet mellan Jan Myrdal och Lasse Diding under Jan Myrdals sista tid i livet, när den rike Lasse Diding ställde ett hus till förfogande för att hysa Jan Myrdals stora bibliotek och Myrdal själv i Varberg. Filmen fick god kritik; genomgående åsikter hos recensenterna var att Myrdal var politiskt kontroversiell, men filmen underhållande.